# Sjavs
Sjavs er et dansk kortspil, der var kendt allerede i 1800-tallet. Det er udviklet af det tyske spil schafkopf. Udover Danmark er sjavs meget populært på Færøerne, hvor det spilles i en firmandsversion med makkerpar. Denne version af Sjavs er en tremandsversion som består af følgende 20 kort (Alle Esser, Konger, Damer, Knægte og 10'ere), heraf er 9 af dem faste trumfer (wenzel).

Trumfer

Rækkefølgen af trumferne er fra højest til lavest: ♣D, ♠D, ♣Kn, ♠Kn, ♥Kn, ♦Kn, ♣E, ♣K, ♣10. De resterende 11 kort betragtes som ordinære kort hvor Es er højest og 10 mindst – Der skal bekendes kulør hvis man kan.
Sjavs kan også spiles som farvesjavs. I så fald bestemmes trumffarven af den, der bliver spilfører.

Sjavs går ud på at tage stik med værdikort hjem. Der er 120 point fordelt på følgende måde: esser = 11, tiere = 10, konger = 4, damer = 3, knægte = 2.
Kortgivning
 
Hver spiller får 6 kort og de sidste 2 kort udgør en talon kaldet katten.
Meldinger

Spil: Melderen skal tage min. 61 point og må købe de to kort i katten.
Stryger: Melderen skal tage min. 61 point uden at købe katten.
Tout: Melderen skal tage alle stik og må købe de to kort i katten.
Strøget tout: Melderen skal tage alle stik uden at købe de to kort i katten.
Regnskab

Vinder spilføreren skal han have 1 jeton fra hver modspiller for spil, 4 for en stryger, 10 for tout og 15 for strøget tout. Hvis modspllerne ikke får min. 31 point er de jan og taber dobbelt. Får de slet ingen stik taber de tredobbelt. Taber spilføreren, betaler han til begge modspillere efter tilsvarende regler og takster.